# Brigitta Boccoli
Brigitta Boccoli, je italijanska gledališka in filmska igralka, * 5. maj 1972, Rim. Njena sestra Benedicta je prav tako filmska igralka.

## Filmografija
- 1982: Manhattan Baby, režija: Lucio Fulci
- 1985: La ragazza dei lillà, režija: Flavio Mogherini
- 1987: Com'è dura l'avventura, režija: Flavio Mogherini
- 1991: Nostalgia di un piccolo grande amore, režija: Antonio Bonifacio
- 2003: Gli angeli di Borsellino, režija: Rocco Cesareo
- 2006: Olè, režija: Carlo Vanzina

## Televizija
- Pronto, chi gioca?, režija: Gianni Boncompagni
- Domenica In - skupaj s sestro Benedicto Boccoli - 1987-1990
- Reality Circus - Reality show - Canale 5 - 2006